# 3798-as busz
A 3798-as jelzésű autóbuszvonal Boldva és Hangács között húzódó regionális vonal, amelyet a MÁV Személyszállítási Zrt. üzemeltet.

## Útvonala
A Borsod-Abaúj-Zemplén megyei Boldváról indul. Útját a község iskolájánál, a sajóecsegi és a sajósenyei kereszteződésben kezdi el északi irányban, Edelény felé. A faluban kettő végállomása van, melyek fél kilométerre helyezkednek el egymástól, egyik az imént említett területen, a másik a faluháza tövében. Ezek után felkeresi vasútállomását, ezzel egyidejűleg az Ördög-patak apadási pontját is, majd elhagyja Boldvát.
Tovább a kanyargós 2617-es mellékúton közlekedik, az egykori Ziliz vasúti megállóhelytől, a zilizi elágazásban elkanyarodik útja a Cserehát dimbes-dombos közege felé. A 26 137-es mellékúton három zsákfaluba hajt, melyek sorba Ziliz, Nyomár és Hangács. A Ziliz- és a Hangács-patak menti falvak legnagyobbikát is alig hatszázan lakják, nagy forgalomnak nem örvendnek, hiszen nem szolgál fő útvonalként, Hangács és Damak közé is alig két évtizede építettek aszfaltot, azonban legfőképpen mezőgazdasági tevékenységek zajlanak rajta. Járatainak mindegyike a végső, hangácsi tűzoltószertár megállóban végállomásoznak.

## Közlekedése
Indításai a hét minden napján történnek. A 3798-as autóbuszvonal kiegészítő vonalként szolgál, Boldva és Hangács kapcsolatát a 3772-es, a 3776-os és a 3795-ös autóbuszok adják, illetve Edelény felől a 4044-es járatok is. Ezen jelzéssel többször is rövidített útvonalú járat közlekedik, de napközben is fellelhető, hogy Volán ingázik.

### Törzsjárművei
Boldva és Hangács között normál rend szerint kizárólag Volvo Alfa Regio típusú szóló buszok közlekednek. Ezek mindegyike Hangácson éjszakázik, így a környékhez kötöttek azok. Ettől független nem ritka a más autóbusz megjelenése sem.
- a KMB-037 rendszámú Volvo Alfa Regio,
- a KMB-038 rendszámú Volvo Alfa Regio,
- a KYP-532 rendszámú Volvo Alfa Regio autóbuszok.

| Viszonylat                                   | Indításszám     | Közlekedési rend          |
| -------------------------------------------- | --------------- | ------------------------- |
| Boldva, Kossuth u. – Hangács, tűzoltószertár | 3 oda, 2 vissza | tanítási napokon          |
| Boldva, Kossuth u. – Hangács, tűzoltószertár | 2 pár           | tanszünetben munkanapokon |
| Boldva, kh. – Hangács, tűzoltószertár        | 4 pár           | tanítási napokon          |
| Boldva, kh. – Hangács, tűzoltószertár        | 5 pár           | tanszünetben munkanapokon |
| Boldva, kh. – Hangács, tűzoltószertár        | 3 pár           | szabadnapokon             |
| Boldva, kh. – Hangács, tűzoltószertár        | 1 pár           | munkaszüneti napokon      |

## Megállóhelyei
| 0  | Boldva, Kossuth utca végállomás        | 0.0 km  | 3703, 3705, 3772, 3776, 3777, 3795                |
| 1  | Boldva, községháza végállomás          | 0.5 km  | 3703, 3772, 3776, 3795                            |
| 2  | Boldva vasúti megállóhely, bejárati út | 1.0 km  | 3703, 3772, 3776, 3795 személyvonat – Boldva (94) |
| 3  | Boldva, kővágó                         | 1.7 km  | 3703, 3772, 3776, 3795                            |
| 4  | Zilizi elágazás                        | 3.8 km  | 3703, 3772, 3776, 3795, 4044                      |
| 5  | Ziliz, bolt                            | 4.9 km  | 3772, 3776, 3795, 4044                            |
| 6  | Ziliz, Kossuth utca 78.                | 5.4 km  | 3772, 3776, 3795, 4044                            |
| 7  | Kökényesvölgy                          | 8.2 km  | 3772, 3776, 3795, 4044                            |
| 8  | Nyomár, bejárati út                    | 9.0 km  | 3772, 3776, 3795, 4044                            |
| 9  | Nyomár, Kossuth út 39.                 | 9.5 km  | 3772, 3776, 3795, 4044                            |
| 10 | Hangács, orvosi rendelő                | 10.5 km | 3772, 3776, 3795, 4044                            |
| 11 | Hangács, tűzoltószertár végállomás     | 11.2 km | 3772, 3776, 3795, 4044                            |